# Awenturyn
Awenturyn, awanturyn, kwarc awenturynowy – minerał lub skała, odmiana kwarcu o iskrzącym odbiciu, spowodowanym drobnymi inkluzjami miki lub hematytu. Ma zróżnicowaną barwę, np. srebrzystą, żółtawą, brunatnoczerwoną lub zieloną. Wariant zielony swą barwę zawdzięcza fuchsytowi.
Nazwa pochodzi od włoskiego aventura – „przygoda”, w nawiązaniu do rodzaju szkła o tej samej nazwie „awenturyn”, uzyskanego przypadkowo na początku XVIII w. na Murano, po dodaniu opiłków miedzi do stopionej masy szklanej. Szkło awenturynowe ma czerwonawobrązową (lub zielonkawą, jeśli zawiera dodatek chromu) barwę i wykazuje silny odblask, podobnie jak minerał.

## Właściwości
- Spójność: kruchy[potrzebny przypis]
- Skupienie: ziarniste, zbite[1]
- współczynnik załamania światła: ok. 1,55[4]
- gęstość względna: 2,64–2,69[4]

Nigdy nie występuje w formie dobrze wykształconych kryształów. Zawsze przybiera postać ziarnistych mas z bezbarwnego kwarcu, z nieregularnie rozmieszczonymi łuseczkami miki. Zabarwienie awenturynu jest spowodowane wrostkami różnych minerałów, np. fuchsytu lub/i chlorytu (barwa zielona), hematytu (barwa czerwona/czerwonobrunatna), rzadziej pirytu (barwa brązowa), muskowitu (barwa czerwonobrunatna), goethytu (barwa zielonobrązowa) oraz innych minerałów (np. lepidokrokitu, biotytu, serycytu).

## Występowanie
Jest minerałem rzadkim. 
Największe złoża: stan Tamilnadu w Indiach (główne źródło formy zielonej), południowa Hiszpania (forma czerwonawobrązowa), okolice Idar-Oberstein w Niemczech (forma niebieskawobiała z czerwono-brązowymi wtrąceniami i inkluzjami z pirytu), Chiny, Brazylia, Rosja – na Uralu i na Syberii. 
W Polsce – znajdowany sporadycznie w aluwiach Kaczawy i w Górach Izerskich.

## Zastosowanie
- forma zielona[4] to kamień szlachetny[2], stosowany do wyrobu biżuterii i przedmiotów ozdobnych[2][4][7]; czasami jest szlifowany w kaboszony[1]
- wykonuje się z niego naczynia, np. misy i wazy[2]
- służy jako surowiec rzeźbiarski[1]